# Ганна Гьох
Ганна Гьох (нім. Hannah Höch; 1 листопада 1889 — 31 травня 1978) — німецька мисткиня, представниця дадаїзму. Найбільш відома своїми роботами ваймарського періоду, коли вона була однією з засновниць фотомонтажу. Фотомонтаж — це різновид колажу, в якому наклеєні елементи є справжніми фотографіями або фоторепродукціями, взятими з преси та інших засобів масової інформації.

## Життєпис

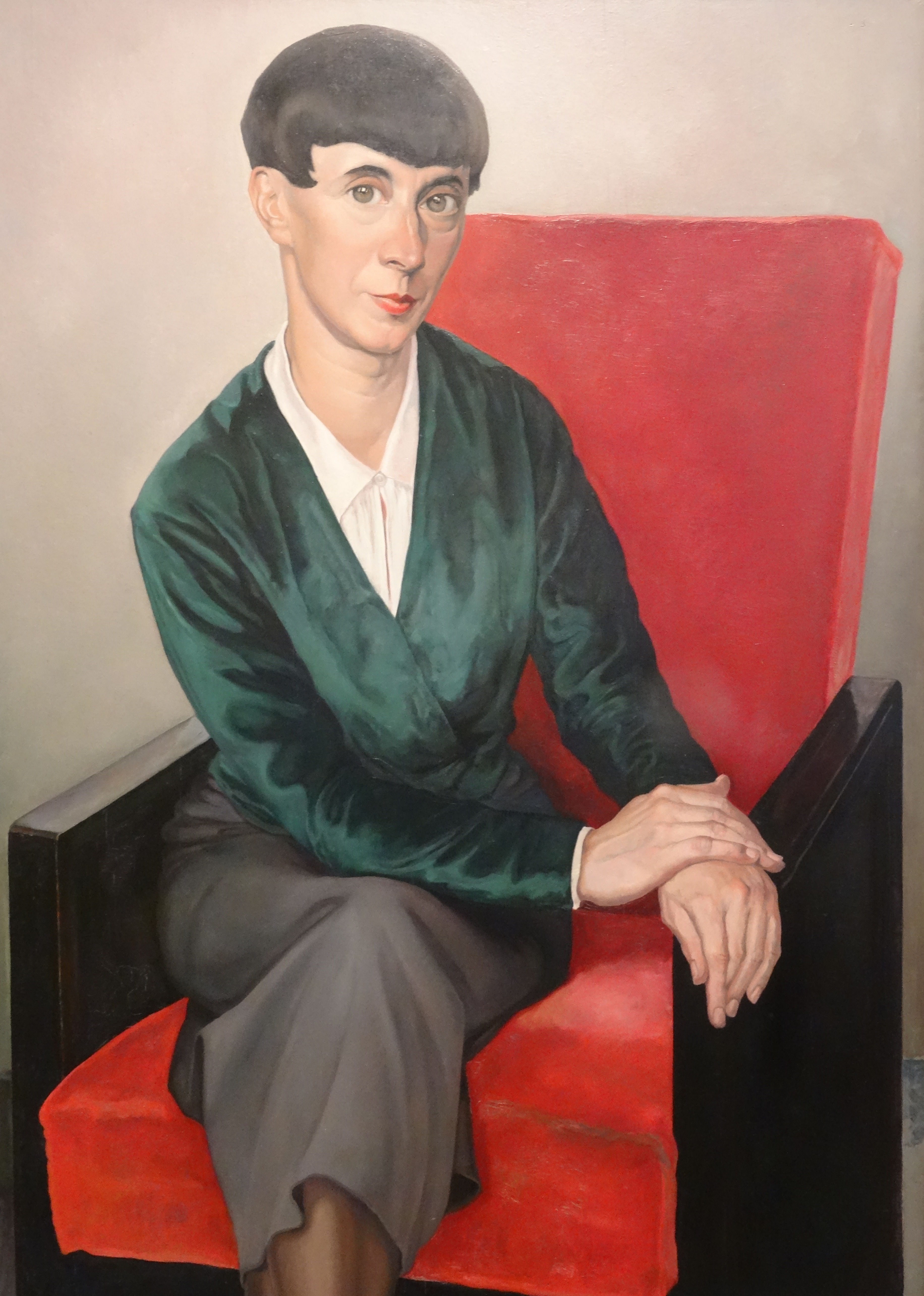
Портрет Ганни Гьох (1933) роботи Кріса Лебо

Ганна Гьох народилася як Анна Тереза Йоганна Гьох у Ґоті, Німеччина. Відвідуючи школу, вона все ж мала ставити домашнє господарство на перше місце, як було заведено в її родині. У 1904 році Гьох забрали з Höhere Töchterschule у Ґоті, доручивши піклуватися про її молодшу сестру, Маріанну. У 1912 році вона почала заняття в коледжі прикладного мистецтва в Берліні під керівництвом дизайнера скла Гарольда Берґена. На догоду батькові, вона вибрала навчальний план із дизайну скла та графіки, а не образотворчого мистецтва.
У 1914 році, на початку Першої світової війни, вона залишила школу та повернулася додому в Ґоту, щоб працювати з Червоним Хрестом. У 1915 році вона повернулася до Берліна, де вступила до класу графіки Еміля Орліка в Національному інституті Музею мистецтв і ремесел. Також у 1915 році Гьох встановила близькі стосунки з Раулем Гаусманом, пізніше активістом берлінського руху Дада. Гьох приєдналась до берлінських дадаїстів у 1917 році. Гьох, як єдину жінку серед берлінської групи, вирізняла самодостатність, маскулінна вдача та бісексуальність, оскільки вона постійно зверталася до теми «Нової жінки», вільної у своєму виборі насолоджуватися сексуальними контактами та ініціювати їх, і також вільної фінансово.
З 1916 до 1926 року вона працювала у відділі ремесел у видавництві Ullstein Verlag, розробляючи дизайни суконь, вишивок, мережива та виробів ручної роботи для Die Dame (Дама) та Die Praktische Berlinerin (Практична берлінська жінка). Вплив цієї ранньої роботи та навчання можна побачити в ряді її колажів, зроблених наприкінці 1910-х і на початку-середині 1920-х років, у яких вона включила швейні візерунки та малюнки рукоділля. З 1926 по 1929 жила і працювала в Нідерландах. Протягом багатьох років Гьох мала багато впливових друзів і уклала професійні стосунки із такими людьми, як Курт Швіттерс, Неллі ван Дусбурґ, Тео ван Дусбурґ, Соня Делоне, Ласло Могой-Надь та Піт Мондріан тощо. Гьох разом із Гаусманом була серед піонерів мистецтва, яке згодом отримало назву фотомонтаж.

Ганна Гьох, Розріз кухонним ножем Дада через пивне черево Ваймарської республіки, 1919, колаж з клеєного паперу, 90 x 144 см, Державний музей, Берлін

### Особисте життя і стосунки
Мистецтвознавиця Марія Макела охарактеризувала роман Гьох з Раулем Гаусманом як «бурхливий» і визначила головну причину їхніх сварок — деякі з яких закінчувалися насильством — у нездатнлсті Гаусмана дозволити дружині бути самою собою. Він дійшов до того, що фантазував про вбивство Гьох. Гаусманн постійно зневажав Гьох не лише за її бажання вийти за нього заміж, яке він описав як «буржуазну» схильність, але також за її погляди на мистецтво. Лицемірна позиція Гаусмана щодо жіночої емансипації спонукала Гьох написати «їдку новелу» під назвою «Художник» у 1920 році, темою якої є «художник, який потрапляє у сильну духовну кризу, коли його дружина просить його помити посуд". Гаусманн неодноразово натякав, що єдиний спосіб, яким Гьох може розкрити повний потенціал, як жінки та в їхніх стосунках, це народити йому дитину. Сама Гьох хотіла дітей, але обидва рази, коли вона виявила, що вагітна дитиною від Гаусманна, у травні 1916 року та в січні 1918 року, вона робила аборти.
У 1922 році Гьох розірвала свої семирічні стосунки з Раулем Гаусманом. У 1926 році вона розпочала стосунки з нідерландською письменницею та лінгвісткою Матільдою («Тіль») Бруґман, з якою Гьох познайомилася через спільних друзів Курта та Гельму Швіттерс. Восени 1926 року Гьох переїхала до Гааги до Бруґман, де вони жили до 1929 року, після чого переїхали до Берліна. Відносини Гьох і Бруґман тривали дев'ять років, до 1935 року. Вони прямо не визначали свої стосунки як лесбійські, натомість вирішили називати їх приватними любовними стосунками. У 1935 році Гьох розпочала стосунки з Куртом Маттісом, з яким одружилась і була у шлюбі з 1938 до 1944 року.

### Пізні роки

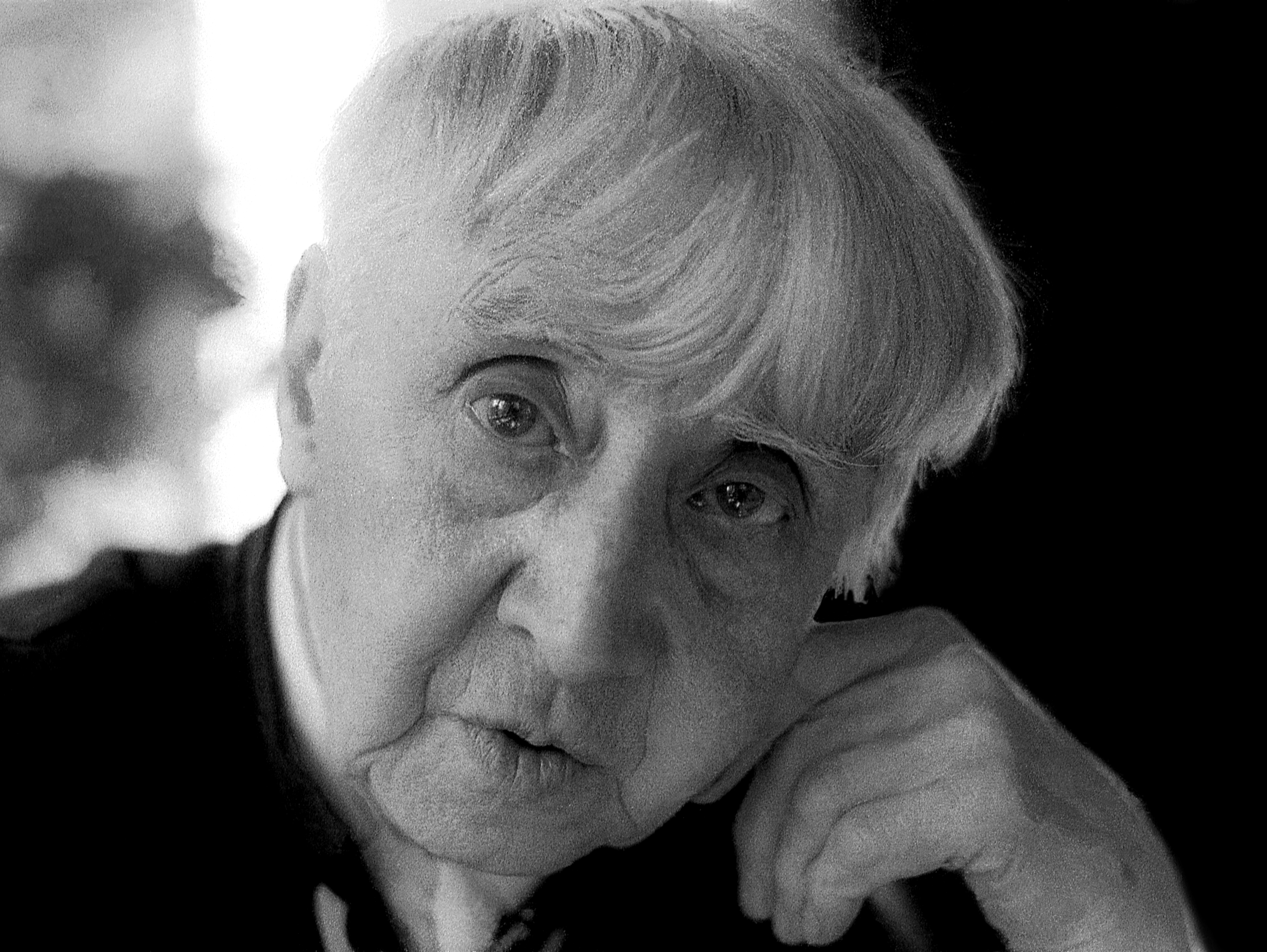
Гьох у 1974 році

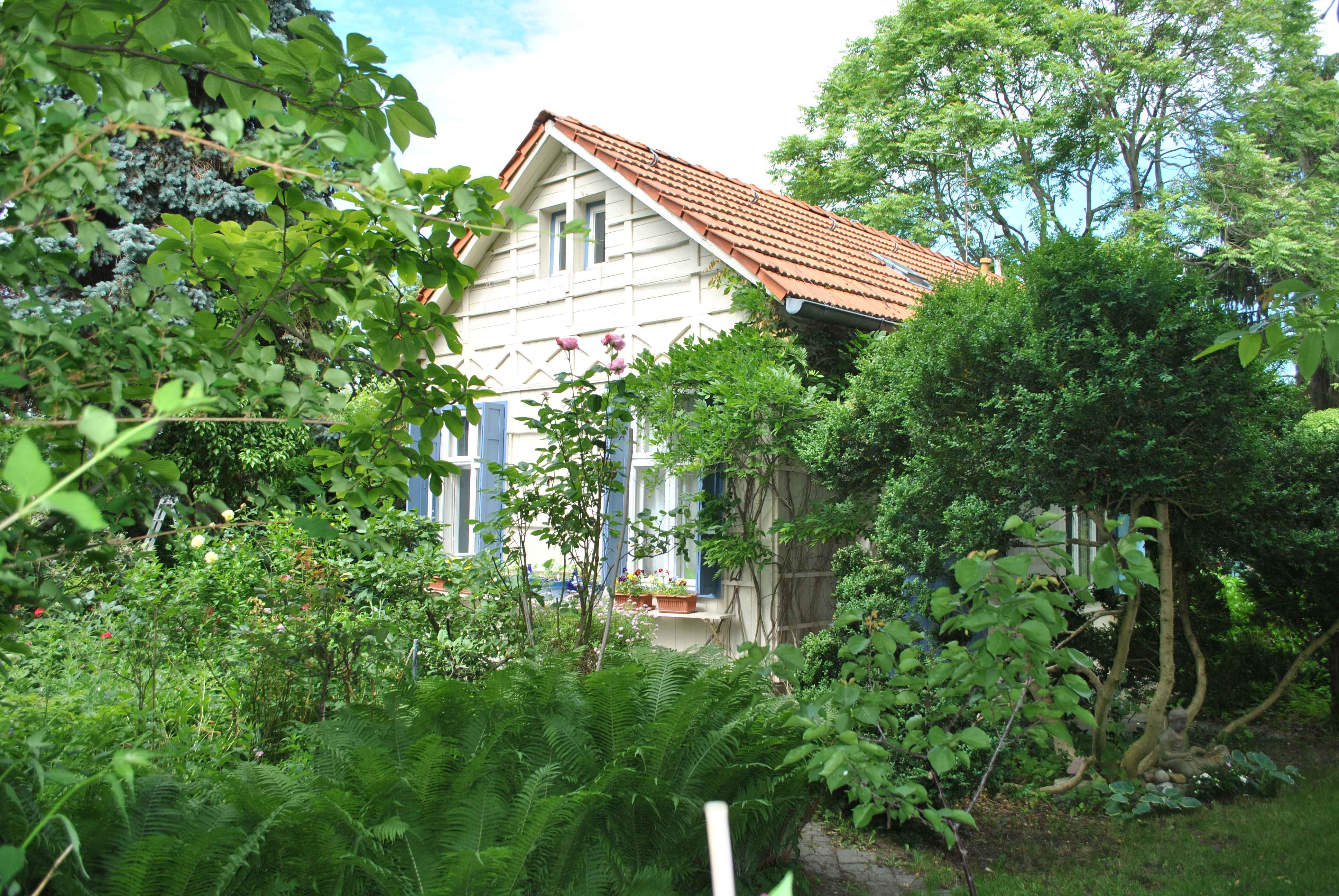
Садовий будинок Ганни Гьох, Берлін, Німеччина

Роки Третього Райху Гьох провела у Берліні, зберігаючи стриманість. Вона була останньою з берлінської групи дадаїстів у Німеччині в цей період. Вона купила невеликий садовий будиночок у Берлін-Гайліґензее, віддаленому районі на околиці Берліна.
Вона вийшла заміж за бізнесмена і піаніста Курта Маттіса в 1938 році і розлучилася з ним у 1944 році. Вона страждала від нацистської цензури мистецтва, а її роботи вважалися «звироднілим мистецтвом», через що їй було досить важко демонструвати свої роботи. Незважаючи на те, що після війни її роботи не були визнані так, як це було до підйому Третього Райху, вона продовжувала створювати свої фотомонтажі та виставляти їх на міжнародних виставках до своєї смерті в 1978 році в Берліні. Її будинок і сад можна відвідати на щорічному дні відкритих дверей пам'яток.
1 листопада 2017 року 128-ма річниця її дня народження була відзначена дудлом Ґуґлу.

## Дада
Дада — мистецька течія, що виникла в 1916 році в Цюріху у Швейцарії. Рух відкидав монархію, мілітаризм і консерватизм і був охоплений «антимистецькими» настроями. Дадаїсти вважали, що мистецтво не повинно мати кордонів і обмежень і що воно може бути химерним і грайливим. Ці настрої виникли після Першої світової війни, яка змусила суспільство поставити під сумнів роль урядів та відкинути мілітаризм, побачивши жорстокості війни. Багато творів дадаїзму критикували Ваймарську республіку та її невдалу спробу створити демократію в післявоєнній Німеччині.
Рух дадаїзму у своїй основі був негативно настроєний щодо буржуазного суспільства. Термін «дада» не має реального значення – це дитяче слово, яке використовується для опису відсутності розуму чи логіки в більшості творів мистецтва. Серед головних митців-представників руху були Ґеорґ Ґрос, Джон Гартфілд та Рауль Гаусман. Деякі стверджують, що саме стосунки Гьох з Гаусманом дозволили їй потрапити в сферу художників дадаїзму. Ґеорґ Ґрос і Джон Гартфілд були проти того, щоб Гьох виставлялася разом з ними на Першому міжнародному ярмарку дадаїзму 1920 року, і дозволили їй участь лише після того, як Рауль Гаусман виступив за її включення. Гаусманн, однак, після всього ще намагався заперечити участь Гьох у русі, написавши у своїх мемуарах, що «вона ніколи не була членом клубу». Тим не менш, вона мала титул «Дадасівки» в русі.
Гьох найбільш відома своїми фотомонтажами. Ці колажі, з зображеннями, запозиченими з банальних журнальних статей, порізаних та перекомпонованих, добре вписуються в естетику дадаїзму, хоча інші дадаїсти вагалися приймати її роботу через притаманний цьому руху сексизм. Її робота додала «іронічну феміністичну нотку» до дадаїстської філософії зневаги до буржуазного суспільства. Однак її особистість як жінки і її феміністична тематика стояли на заваді повному прийняттю до грона чоловіків-дадаїстів.
Як і інших художників дадаїзму, роботи Гьох також потрапили під пильну увагу нацистів, оскільки вважалися дегенеративними. Нацисти припинили її заплановану в 1932 році виставку в Баугаузі (німецькій художній школі). Їх відштовхувала не лише її естетика, а й політичні меседжі та сам факт того, що вона жінка.
Її образи зображували андрогінних особистостей, яких нацисти зневажали. Нацистська ідеологія високо цінувала мистецькі твори, які зображували ідеальних арійських німців і німкень. Образи, які Гьох використовувала, часто контрастували з цим поглядом або використовували його, щоб епатувати суспільну думку (наприклад, у творі «Красива дівчина»). Нацисти віддавали перевагу традиційному чіткому раціональному стилю художнього твору, який не вимагав глибоких роздумів чи аналізу. Вони відчували, що хаотичність стилю Дада межує з патологією. Гьох усамітнилася в роки нацизму, а пізніше змогла повернутися до світу мистецтва після падіння Третього райху.

### Фотомонтаж
«Фотомонтажі Гьох демонструють хаос і кипіння візуальної культури Берліна з особливо жіночої точки зору» (Макгольм). «Гьох була не лише рідкісною жінкою, яка займала помітне місце в мистецтві на початку двадцятого століття — майже унікальною жінкою, активною у русі дадаїзму, який об'єднався в її часи — вона також свідомо пропагувала ідею творчості жінок у більш загальному плані. У своїй новаторській художній роботі у формі фотомонтажу вона чітко звернулася до питання статі та фігури жінки в сучасному суспільстві» (The Art Story).
У цих монтажях Гьох збирала зображення та тексти з популярних засобів масової інформації, таких як газети та журнали, і комбінувала їх часто дивовижними способами, які могли висловити її позицію щодо важливих соціальних проблем її часу. Той факт, що зображення, які вона включила у свої твори, були взяті з сучасних газет і журналів, надавав її повідомленням обґрунтованості.
Сила творів полягала в навмисному розчленуванні та реконструкції образів. Це натякає на те, що поточні проблеми можна розглядати через різні призми. Спочатку цю техніку вважали надзвичайно лівою та революційною, але до 1930-х років вона стала загальноприйнятим способом дизайну, пов'язаного з сучасністю та споживацтвом. Так почалося уявлення про те, що масова культура та образотворче мистецтво можуть бути змістовно поєднані. Неоднозначність її роботи була невід'ємною частиною того, як вона розглядала питання сексуальності та статі. Ці складні конструкції статей дозволяють жінкам осягнути як свою маскулінну, так і свою фемінінну атрибутику. Це призводить до посилення почуття індивідуалізму. Фотомонтаж є значною частиною спадщини Гьох як мисткині.

### Жінки в дадаїзмі
Хоча дадаїсти, включаючи Ґеорґа Шрімпфа, Франца Юнґа та Йоганнеса Баадера, «на словах підтримували жіночу емансипацію», вони явно не бажали включати жінку до своїх лав. Ганс Ріхтер описав внесок Гьох у рух дадаїзму як «бутерброди, пиво та каву, які їй вдалося якимось чином витворити, незважаючи на брак грошей». Рауль Гаусман навіть запропонував Гьох влаштуватися на роботу, щоб підтримувати його фінансово, незважаючи на те, що вона єдина з її близького оточення мала стабільний дохід.
У відповідь на її несприйняття та сексизм дадаїстів Гьох нарікала: «Ніхто з цих чоловіків не був задоволений простою жінкою. Але вони також не були достатньо свідомі, щоб відмовитися від (традиційної) чоловічої/маскулінної моралі щодо жінки. Осяяні Фройдом, на знак протесту проти старшого покоління… усі вони бажали цієї «нової жінки» та її новаторської волі до свободи. Але вони більш або менш категорично відкидали думку про те, що вони також повинні прийняти нові погляди… Це призвело до справжніх стріндберґівських драм, які розвивались у приватному житті цих людей”.
Гьох була єдиною жінкою серед берлінської групи дадаїзму, хоча Софі Таубер, Беатріс Вуд і баронеса Ельза фон Фрейтаґ-Лорінґгофен також були важливими, хоча й не поміченими, фігурами дадаїзму. Гьох згадує лицемірство берлінської групи дадаїзму та німецького суспільства в цілому у своєму фотомонтажі Da-Dandy. Гьох також писала про лицемірство чоловіків у русі дадаїзму у своєму короткому есе «Художник», опублікованому в 1920 році,  в якому вона зображує сучасну пару, яка приймає ґендерну рівність у своїх стосунках, нову та шокуючу концепцію для того часу. Це приклад того, як Гьох змогла вийти за межі одного конкретного середовища та передати свої соціальні ідеали в багатьох формах.
Час, який Гьох провела в Ullstein Verlag і працювала з журналами, орієнтованими на жінок, змусила її гостро усвідомити різницю між жінками, якими їх зображують ЗМІ, та їхньою реальністю, а її робоче місце дало їй багато образів, які послужили сировиною для її власної роботи. Вона також критично ставилася до інституту шлюбу, часто зображуючи наречених у вигляді манекенів чи дітей, ілюструючи поширене в суспільстві уявлення про жінок як про неповноцінних суб'єктів, які мало контролюють своє життя.
Гьох працювала в журналі Ullstein Verlag між 1916 і 1926 роками у відділі, який зосереджувався на моделях дизайну, ремеслах, в'язанні та вишивці, художніх формах у сфері домашнього вжитку, які вважалися доречними для жінок. «Візерунки, які Гьох створила для жіночих журналів Ульштайн, і її ранні експерименти з модерністською абстракцією були нерозривно пов'язані, стираючи межі між традиційно чоловічими та жіночими способами форми та вираження» (Макгольм). У 1918 році вона написала Маніфест сучасної вишивки, який звертався до сучасних жінок, заохочуючи їх пишатися своєю роботою. «Тепер вона спиралася на цей досвід і на велику кількість рекламних матеріалів, які вона зібрала, у зображеннях, які були безпрецедентними у своєму розумінні того, як суспільство «конструює» жінок» (Гадсон).
Гьох вважала себе частиною жіночого руху 1920-х років, як показано на її зображенні в Schnitt mit dem Küchenmesser DADA durch die letzte Weimarer Bierbauchkulturepoche Deutschlands (1919–20). Її твори також зазвичай поєднують чоловічі та жіночі риси в єдиній істоті. В епоху Ваймарської республіки «мужних жінок і славили, і карали за порушення традиційних ґендерних ролей». У цьому творі Гьох метафорично прирівнює свої ножиці, якими різала зображення чи колажі, до кухонного ножа. Це символізація прорізання вікна до домінантних сфер політики та суспільного життя в культурі Ваймару. Її андрогінні персонажі також могли бути пов'язані з її бісексуальністю та потягом до маскулінності у жінок (тобто потяг до жіночої форми в поєднанні зі стереотипно чоловічими рисами характеру).

## Твори

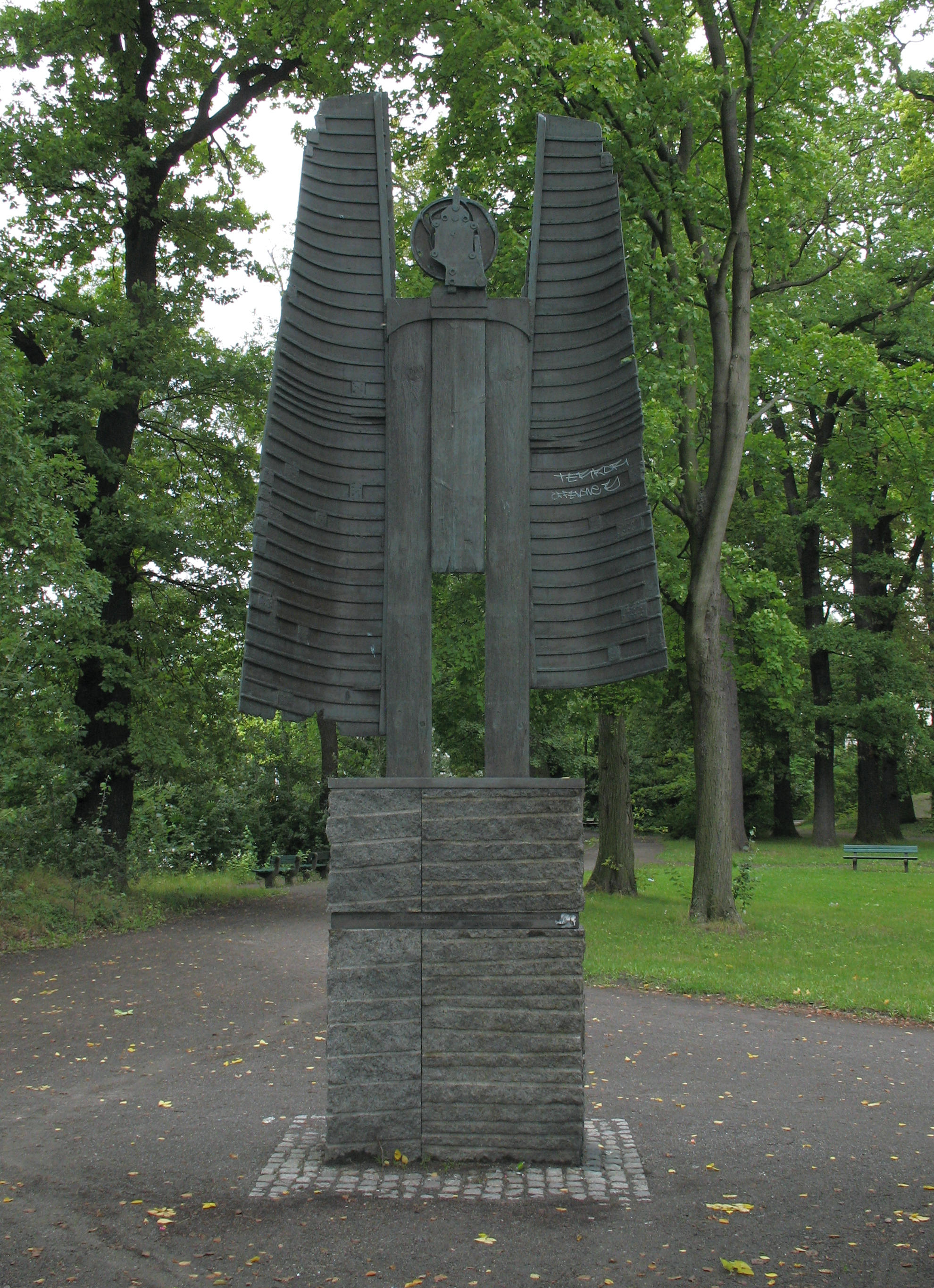
Зіґфрід Кюль, Der archaische Erz-Engel vom Heiligense, 1989, скульптура на честь Ганни Гьох у Берліні- Райнікендорфі

Гьох була новаторкою у техніці, яка стала відомою як фотомонтаж, і в цілому в русі дадаїзму. Багато її творів саркастично критикували індустрію краси в масовій культурі того часу, яка потім набула значного розквіту в засобах масової інформації через зростання популярності моди та рекламної фотографії. У багатьох її політичних роботах періоду дадаїзму звільнення жінок прирівнювалося до соціальної та політичної революції.
Її роботи демонструють хаос і горіння візуальної культури Берліна з жіночої точки зору. Зокрема, її фотомонтажі часто критично зверталися до Ваймарської нової жінки, зіставляючи зображення з тогочасних журналів. Її роботи 1926—1935 років часто зображували одностатеві пари, і жінки знову були центральною темою в її роботах в 1963—1973 роках. Її найпоширенішою технікою було злиття чоловічого та жіночого тіл. Це злиття існувало для того, щоб надати приписувану владу чоловіка жінці, а також стерти межі дій, пов'язаних із статтю. Вона також використовувала історично жіночі засоби, такі як вишивка та мереживо у своїх колажах, щоб підкреслити ґендерні асоціації.
Гьох також зробила різкі заяви щодо расової дискримінації. Її найвідоміший твір — «Schnitt mit dem Küchenmesser DADA durch die letzte Weimarer Bierbauchkulturepoche Deutschlands» («Переріз дадаїстським кухонним ножем через останню ваймарську культурну епоху пивного пуза в Німеччині»), критика Ваймарської Німеччини в 1919 році. Цей твір поєднує зображення з газет того часу, змішані та відтворені, щоб зробити нове твердження про життя та мистецтво в стилі дадаїзму.
З етнографічного музею (1929), один із найамбітніших і надзвичайно політичних проєктів Гьох, складається з двадцятьох фотомонтажів, які поєднують зображення європейських жіночих тіл із зображеннями африканських чоловічих тіл і масок із музейних каталогів, створюючи колажі, які пропонують «візуальну культуру» двох абсолютно різних цивілізацій як взаємозамінну — модна європейська дівуля не втрачає своєї стильності в оточенні африканських племінних предметів; так само незахідний артефакт може означати в якомусь фундаментальному сенсі ритуальний предмет, незважаючи на його злиття з явно європейськими рисами". Гьох створила Dada Puppens (Dada-ляльки) у 1916 році. На створення цих ляльок вплинув Г'юґо Болл, засновник дадаїзму з Цюріха. Костюми ляльок нагадували геометричні форми власних костюмів Болла, які той одягав на важливі дадаїстські перформанси.

## Виставки
Роботи Гьох виставлялися на міжнародних персональних і групових виставках.
Галерея Вайтчапел у Лондоні представила велику виставку робіт Гьох  15 січня — 23 березня 2014 року. Ця виставка складалася з понад ста робіт із міжнародних колекцій, які Гьох створила в 1910-х — 1970-х роках. Основні моменти включали Staatshäupter (Глави держави) (1918–20), Hochfinanz (Високі фінанси) (1923), Flucht (Втеча) (1931) та багато робіт із серії «З етнографічного музею».

### Вибрані персональні вистави
- 2017: Hannah Höch – Auf der Suche nach der versteckten Schönheit, (У пошуках прихованої краси), Galerie und Verlag St. Gertrude[de], Гамбург, 20 квітня – 16 червня 2017 р. [39].
- 2016: Hannah Höch – Revolutionärin der Kunst, Kunsthalle Mannheim [40] і Kunstmuseum Mülheim an der Ruhr[de][41].
- 2015: Vorhang auf für Hannah Höch (Завіса піднята для Hannah Höch), Kunsthaus Stade[de], Штаде, Німеччина, 7 листопада 2015 р. – 21 лютого 2016 р. [42].
- 2014: Hannah Höch, галерея Вайтчепел, Лондон[37].
- 2008: Ганна Гьох – Aller Anfang ist DADA (Кожен початок – це DADA), Музей Тінгелі, Базель.
- 2007: Hannah Höch – Aller Anfang ist DADA, (Кожен початок – це DADA), Berlinische Galerie, Берлін.
- 1997: Фотомонтажі Ганни Гьох, Центр мистецтв Вокера, Музей сучасного мистецтва та Музей мистецтв округу Лос-Анджелес, Міннеаполіс, Нью-Йорк, Лос-Анджелес.
- 1993: Ганна Гьох, Музеї міста Ґота, Німеччина[43].
- 1974: Ганна Гьох, Національний музей сучасного мистецтва, Кіото.
- 1961: Hannah Höch: Bilder, Collagen, Aquarelle 1918–1961, Galerie Nierendorf, Берлін.
- 1929:Ганна Гьох, Kunstzaal De Bron, Гаага.

## Зовнішні посилання
- Хронологія дадаїзму
- Вирізати та вставити, історія фотомонтажу
- Твір про книжку з малюнками Ганни Гьох